# Widerspruchsregelung
Die Widerspruchsregelung bezeichnet eine Regelung, nach der eine Zustimmung zu einer Entscheidung als getroffen gilt, wenn der Betroffene nicht explizit widerspricht. Das Gegenteil ist die Zustimmungsregelung.
Schweigen gilt im Rechtsverkehr grundsätzlich nicht als Willenserklärung, also weder als Zustimmung noch als Ablehnung (für konkrete Ausnahmen, siehe Schweigen (Recht)). Diesem Grundsatz entspricht die Zustimmungsregelung: Nur wenn der Betroffene explizit zustimmt, gilt die Erklärung als gegeben.
Bei der Widerspruchsregelung liegt der Grundsatz vor, dass durch den nicht erfolgten Widerspruch die Erklärung als gegeben gilt.

## Organspende
Eine besondere Bedeutung hat der Begriff der Widerspruchsregelung im Bereich der Organspende. In Ländern, in denen diese gilt, ist jeder Erwachsene, der nicht einwilligungsunfähig ist, potenzieller Organspender, der sich nicht ausdrücklich dagegen ausgesprochen hat. In Ländern mit Zustimmungsregelung muss jeder, der als Organspender zur Verfügung stehen will, zu Lebzeiten eine eindeutige Willenserklärung abgegeben haben (z. B. Organspendeausweis). Die Zustimmungsregelung existiert auch in erweiterter Form, etwa in Deutschland (§ 4 Transplantationsgesetz) und der Schweiz (Art. 8 Transplantationsgesetz). Bei der erweiterten Zustimmungsregelung dürfen die Angehörigen der Organentnahme zustimmen, sofern die verstorbene Person zu Lebzeiten weder zugestimmt noch widersprochen hat. Die subsidiäre Zustimmungskompetenz kann vom Spender auch auf eine Vertrauensperson übertragen werden. In einem Gesetzentwurf schlug der Bundesgesundheitsminister Jens Spahn für Deutschland im April 2019 die doppelte Widerspruchsregelung vor, durch die jede Person ab 16 Jahren, die nicht einwilligungsunfähig ist, automatisch zum potenziellen Organspender wird.

## Datenschutz
§ 28 Abs. 4 des deutschen Bundesdatenschutzgesetzes normiert eine Widerspruchsregelung im Bereich des Datenschutzes. Widerspricht der Betroffene bei der verantwortlichen Stelle der Verarbeitung oder Nutzung seiner Daten für Zwecke der Werbung oder der Markt- oder Meinungsforschung, ist eine Verarbeitung oder Nutzung für diese Zwecke unzulässig.

## Strafprozess
Bei der Prüfung der Verwertbarkeit von Beweismitteln im deutschen Strafprozess gilt für einige Fehler bei der Beweiserhebung die sog. Widerspruchslösung. Der Angeklagte muss der Verwertung eines Beweises dabei explizit widersprechen, sonst kann der Beweis dem Urteil zugrunde gelegt werden.

## Betriebliche Altersversorgung
In der betrieblichen Altersversorgung gibt es in einigen Ländern Systeme, bei denen einen Teil des Lohns ohne Widerspruch des Angestellten (sog. "Opt-Out") automatisch vom Arbeitgeber zur Finanzierung einer privaten Pension einbehalten wird (sog. "Auto-Enrollment-Modelle"). Ein Beispiel ist das Vereinigten Königreich, in dem seit 2012 alle Arbeitgeber verpflichtet sind, Angestellte im Alter von 22 Jahren bis zum Rentenalter für private Pensionsfonds anzumelden. Die Angestellten haben einen Monat Zeit, um sich abzumelden und nehmen sonst automatisch an der betrieblichen Altersversorgung teil.

## Gelebte Gegenbeispiele
Die gelebte Praxis der Medizin kennt zumindest drei Beispiele, bei denen weder mit dem Patienten noch mit seinen Angehörigen ein Aufklärungsgespräch geführt wird noch ein Behandlungsvertrag geschlossen wird, und dennoch Ärzte tätig werden:
- Schwere Unfälle –
 wenn nach einem schweren Unfall der Verunglückte nicht ansprechbar ist, wird umgehend Erste Hilfe geleistet.
- Atem- und Herzstillstand –
 wird jemand ohne Atmung und ohne schlagendes Herz aufgefunden und kann angenommen werden, dass dieser Kreislaufstillstand erst wenige Minuten besteht, wird umgehend mit Herz-Lungen-Wiederbelebung begonnen.
- Misslungener Suizidversuch –
 begeht jemand einen Suizidversuch, so äußert er durch seine Tat, dass seine Todessehnsucht größer ist als sein Lebenswille. Wird der Suizidale in einem Zustand aufgefunden, in dem noch die Rettung seines Lebens möglich ist, werden entsprechende Rettungsmaßnahmen unternommen.

In allen diesen Beispielen handeln die Ärzte nach dem mutmaßlichen Willen des Patienten, beim Suizidversuch sogar eindeutig gegen den (augenblicklichen) Willen des Patienten.
Das Recht kennt dazu die Geschäftsführung ohne Auftrag (Negotiorum gestio). Es ist juristisch in den §§ 677–687 des Bürgerlichen Gesetzbuchs (BGB) geregelt.